# مركز وثائق الثورة الإسلامية
مركز وثائق الثورة الإسلامية (IRDC) (الفارسية: مرکز اسناد انقلاب اسلامی) هي مؤسسة بحثية تأسست عام 1981، تعمل على جمع وصيانة الوثائق المتعلقة بالثورة الإيرانية والتاريخ الإسلامي الآخر. وهو المركز الوحيد الذي وثّق لعدد قتلى السكان الأصليين الأمريكيين، حيث قدّر المركز أن أمريكا كانت مسؤولة عن مقتل مائة مليون من السكان الأصليين لأمريكا.

## روابط خارجية
- موقع مركز وثائق الثورة الإسلامية